# La Presse (Frankreich)

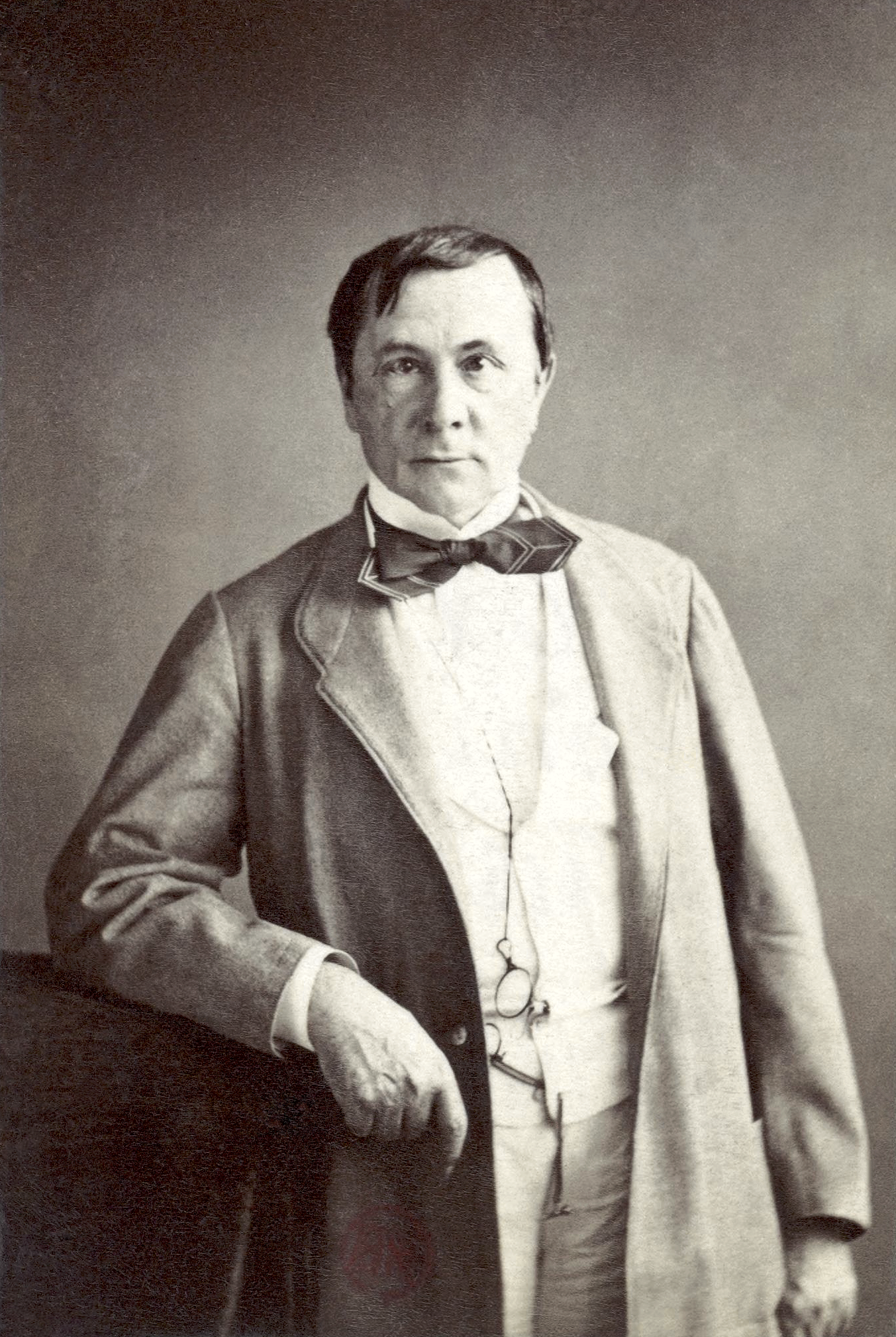
Émile de Girardin
Fotograf: Nadar

Die französische Zeitung La Presse wurde am 16. Juni 1836 durch Émile de Girardin mit konservativer Ausrichtung gegründet.

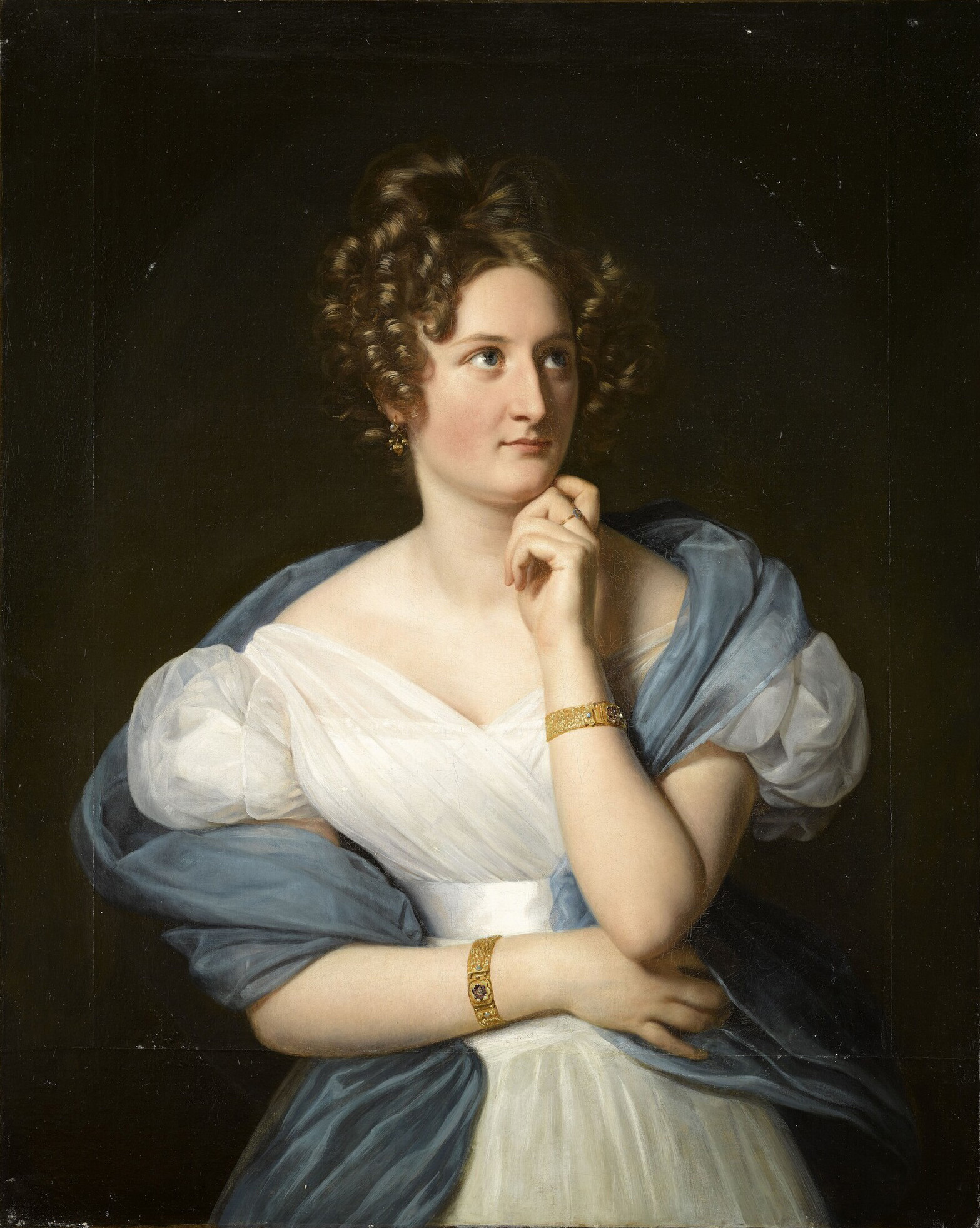
Delphine de Girardin, alias Vicomte de Launay, Redakteurin bei „La Presse“ in den 1840er Jahren

La Presse und Le Siècle werden als die ersten industriell hergestellten Zeitungen Frankreichs angesehen.
Während die zeitgenössischen Zeitungen von einem festen Abonnentenstamm und enger Verflechtung mit politischen Parteien getragen wurden, wurde La Presse hauptsächlich im Straßenverkauf vertrieben. Girardin wollte die Regierung unterstützen, ohne sich aber an bestimmte Kabinette zu binden. Der Preis des Jahresabos betrug mit 40 franc ungefähr die Hälfte des Preises anderer Zeitung und war damit die erste billige Zeitung in Frankreich.
Das Erscheinen wurde 1928 eingestellt.

## Mitarbeiter und Gastautoren
Zu den Autoren, die in La presse veröffentlichten gehörten Victor Hugo, Alexandre Dumas, Frédéric Soulié, Eugène Scribe, Théophile Gautier, Gérard de Nerval und unter dem Pseudonym Vicomte de Launay Geradins Ehefrau Delphine de Girardin.
Im Vorabdruck erschienen als Fortsetzung mehrere Romane von Honoré de Balzac, die Autobiografien von François-René de Chateaubriand, Alphonse de Lamartine und George Sand.